# Cantone di Surgères
Il Cantone di Surgères è una divisione amministrativa dell'arrondissement di Rochefort.
A seguito della riforma approvata con decreto del 27 febbraio 2014, che ha avuto attuazione dopo le elezioni dipartimentali del 2015, è passato da 12 a 21 comuni.

## Composizione
I 12 comuni facenti parte prima della riforma del 2014 erano:
- Breuil-la-Réorte
- Marsais
- Péré
- Puyravault
- Saint-Georges-du-Bois
- Saint-Germain-de-Marencennes
- Saint-Mard
- Saint-Pierre-d'Amilly
- Saint-Saturnin-du-Bois
- Surgères
- Vandré
- Vouhé

Dal 2015 i comuni appartenenti al cantone sono i seguenti 21:
- Aigrefeuille-d'Aunis
- Ardillières
- Ballon
- Breuil-la-Réorte
- Chambon
- Ciré-d'Aunis
- Forges
- Landrais
- Marsais
- Péré
- Puyravault
- Saint-Georges-du-Bois
- Saint-Germain-de-Marencennes
- Saint-Mard
- Saint-Pierre-d'Amilly
- Saint-Saturnin-du-Bois
- Surgères
- Le Thou
- Vandré
- Virson
- Vouhé